# 道の駅ふくしま
道の駅ふくしま（みちのえき ふくしま）は、福島県福島市にある福島県道5号上名倉飯坂伊達線の道の駅である。

## 施設
- 駐車場 317台
- トイレ 50器
- 情報提供施設
- 観光案内所
- ベビーコーナー
- 非常用電源
- 備蓄倉庫
- 貯水槽
- 公衆電話
- 公衆無線LAN
- 物販施設
- 飲食施設
- 屋内こども遊び場
- 多目的広場
- ドッグラン
- EV充電施設

## アクセス
- 福島県道5号上名倉飯坂伊達線 - 登録路線
  - E13 東北中央自動車道 福島大笹生IC

- 路線バス
  - 福島交通（50-3中野 [道の駅ふくしま経由]）大原総合病院 - 福島駅東口 - 道の駅ふくしま - 堰場